# گرد موزا (تپه موزا)
گرد موزا (تپه موزا) مربوط به دوران پیش از تاریخ ایران باستان است و در حومه اشنویه واقع شده و این اثر در تاریخ ۱ آذر ۱۳۴۴ با شمارهٔ ثبت ۴۷۴ به‌عنوان یکی از آثار ملی ایران به ثبت رسیده است.